# Аладьин, Никита Васильевич
Никита Васильевич Аладьин (годы рождения и смерти не установлены) — русский городовой и полковой воевода, отличившийся во время Смоленской войны между Русским государством и Речью Посполитой в 1632—1634 годах.

## Биография
Представитель дворянского рода Аладьиных. Сын Василия (Власия) Васильевича Аладьина.
В августе 1615 года Никита Аладьин был назначен воеводой в Царевосанчурск. С 1618 по 1619 год — второй воевода в Путивле, с 1626 по 1628 год — воевода в крепости Валуйки, с сентября 1631 года — второй воевода в Брянске (его полномочия были продлены в августе 1633 года).
9 мая 1625 года на праздновании дня Николая Чудотворца в селе Голяди был у царского стола Никита Аладьин в числе дворян носил пить в кривой стол, где сидел кызылбашский посол Русан-бек. В 1626/1627 году ему было пожаловано дворянство.
Во время Смоленской войны 1632—1634 годов, будучи вторым брянским воеводой, Никита Аладьин участвовал в Северском походе, ставившем целью присоединение к Московскому государству Новгород-Северского, Стародуба, Чернигова, и ряда других городов.
14 ноября 1632 года Никита Аладьин с небольшим отрядом (дворянами и детьми боярскими, московскими и брянскими стрельцами) выступил из Брянска в поход на литовский пограничный город Почеп. 17 ноября в бою под Почепом он разбил литовского урядника Яна Лапинского, который бежал в Стародуб, и осадил крепость, жители которой в тот же день сдались. На следующий день к Почепу прибыл польско-литовский отряд ротмистра Яна Дроздовского (300 чел.), навстречу которому выступил Никита Аладьин со своими силами. Русские одержали победу, взяли пленых, знамёна и литавры. Н. В. Аладьин вернулся в крепость и в следующие дни занимался описанием городских укреплений, артиллерии и хлебных запасов: пушек и пороха в Почепе не было, запасы хлеба и соли были на исходе. По просьбе воеводы из Брянска вскоре доставили 10 пудов пороха, 10 пудов свинца и пушки.
28 декабря 1632 года, оставив в Почепе осадного воеводу Григория Тухачевского, Никита Аладьин выступил в поход на Стародуб и 3 января 1633 года осадил этот город. 7-8 января к брянскому воеводе прибыло подкрепление, а 20 января литовский гарнизон после долгих переговоров сдался. В начале февраля Никита Аладьин вместе с отрядом вернулся в Почеп, чтобы защитить его от разорения «воровскими» казаками и дезертирами, разорявшими окрестности.
В феврале 1633 года к брянским воеводам царь Михаил Фёдорович послал стольника Якова Михайлова сына Толочанова «с своим государевым жалованьем, с милостивым словом, и о здоровье спрашивать и с золотыми».
В награду за военную службу Никите Аладьину было придано 100 четей земли и 40 рублей. Всего его поместный оклад составил 1000 четей и 105 рублей.
В январе 1634 года Никита Аладьин в звании головы присутствовал во время мирных переговорах с польско-литовским посольством между Вязьмой и Дорогобужем. В августе 1637 года Н. Аладьин принимал участие при ответе литовских послов.
В 1637/1638 и 1638/1639 годах Никита Аладьин служил в Туле.
В 1638 году московский двор Н. В. Аладьина находился в Белом городе в районе «от Трехсвяцких ворот по Знаменскую улицу и по Орбацкие ворота».
Согласно поколенной росписи, Н. В. Аладьин умер бездетным.